# Mansi (etnia)
Los mansí (que se llaman a sí mismos maan's'i o maan's'i maahum —las tribus orientales se hacen llamar män's—, que significa 'ser humano' u 'hombre'), antes llamados vogulos —su nombre en el idioma komi, nombre que a través de estos pasó a los rusos (el primer uso registrado del nombre "mansi" es de 1785, y empieza a ser común a partir de la década de 1920, con la Unión Soviética) y al resto de idiomas—, son un pueblo indígena en peligro que vive en el ókrug autónomo de Jantý-Mansí, perteneciente al óblast de Tiumén, en Rusia. En Jantý-Mansí, tanto el jantý como el mansí —maan's latyng— tienen estatus cooficial con el ruso. 
Antropológicamente los mansí pertenecen a la raza urálica. Son de baja estatura, con pómulos altos y ojos rasgados, y pelo y ojos negros. En comparación con otros pueblos fino-ugrios, los mansí muestran más características mongoloides. Estas características se hacen más evidentes con los mansí meridonales.

## Hábitat

La mayoría de los Jantý viven en el ókrug autónomo de Jantý-Mansí, en Siberia Occidental.

El área que ocupan las poblaciones mansí es extensa, 523 100 km², pero su densidad de población es baja. Los pueblos mansí están situados normalmente en los valles de los ríos que van desde los montes Urales al curso bajo del río Obi (Konda, Lozva, Pelym, Sosva, Tavda). Antiguamente el hábitat de los mansí alcanzaba áreas al oeste de los Urales, y se han descubierto antiguos asentamientos en los alrededores de Perm y en las cercanías de los ríos Kama y Pechora.

## Historia

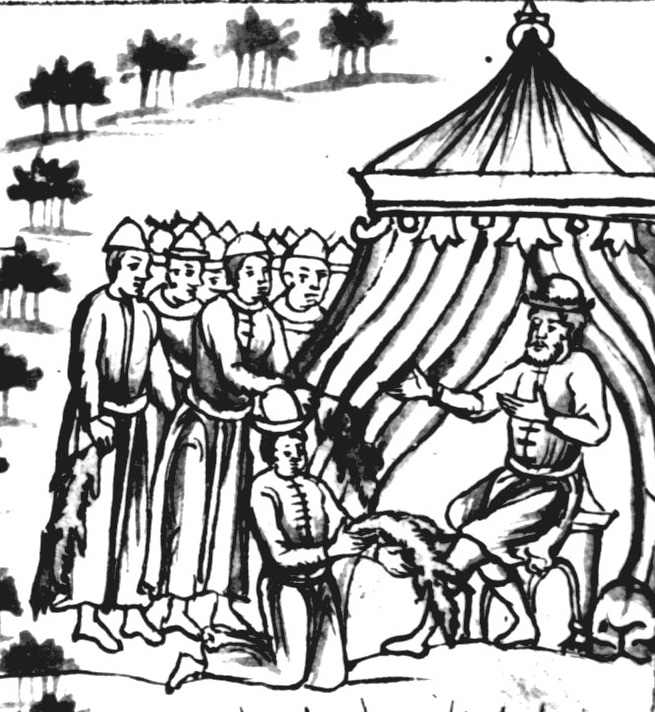
Los mansí presentando tributo a Yermak Timoféyevich.

Los ancestros de los pueblos Obi-ugrios habitaron las zonas al oeste de los Urales. Durante el I milenio a. C. emigraron hacia el cauce medio del río Irtysh y de aquí al curso bajo del Obi, donde asimilaron a los pueblos que habitaban la región, llamados por en leyendas. Se separaron de los húngaros y hacia el siglo XIII se dividieron en jantý y mansí. Tanto unos como otros basaban su sociedad en dos fratrías los mos —mon't, en jantý— y los por. Los mos  consideraban que su tótem era la liebre, mientras que los por tenían al oso macho. En las zonas del sur las tribus tenían ganado y cultivaban la tierra, mientras en la taiga y las tundras del norte las actividades principales eran la pesca, la caza y los rebaños de renos. De este modo, evolucionaron dentro de la sociedad un orden local y una estructura jerárquica.
La primera mención de los mansí en textos escritos —crónicas rusas— data de 1396, dándoles el nombre de vogulos. Registros anteriores —el primero de ellos el de G. Rogóvich de Nóvgorod (1096)—, no diferencian entre el pueblo Yugra, entre los janty y los mansi. Entre el siglo XIII y el XVIII las tribus ugrias, luchando bajo el liderazgo de jefes locales, se enfrentaron continuamente a los tártaros y los rusos. En 1265 se registra el pago de tributo de estas tribus a Nóvgorod, y entre los siglos XIV y XVI, se sabe que también pagaron tributo a los tártaros. Los tártaros no interfirieron con la forma de sociedad mansi, pero las guerras con los rusos eran de conquista de nuevas tierras para Rusia. 
Los mansi entraron en contacto con el estado ruso desde el siglo XVI, cuando la mayoría de Siberia Occidental cayó bajo el control ruso tras las campañas de Yermak Timoféyevich. Las últimas batallas contra los rusos de los mansi son en 1581 (en tierras de los Stróganov) y en 1582 en Cheryn (las revueltas de los mansi llegan hasta el siglo XX —al igual que los janty, véase la rebelión de Kazym, aunque los Mansi llevaron la peor parte, ya que los janty, se movieron al este, más allá del Obi). 
El obispo de Perm, Guerásim, intentó cristianizar a los mansi en el siglo XV, pero murió en un ataque mansí a la fortaleza moscovita de Výchegda. Los mansi fueron bautizados a gran escala entre 1714 y 1722 por el monje Fiódor. La conversión fue puro formalismo, ya que los viejos cultos de animismo y chamanismo fueron preservados. La Iglesia ortodoxa y los nombres rusos marcaron la incorporación de nuevos territorios a Rusia. El bautismo fue obligado y aquellos que lo rechazaron fueron ejecutados. A partir del siglo XVIII en adelante, fueron llegando cada vez más mercaderes y oficiales rusos a Siberia Occidental. Esto gradualmente hizo que los mansi fueran haciéndose cada vez más dependientes de los rusos. Los colonos rusos empleaban vodka para conseguir mejores tratos.
Dada su mayor exposición a las influencias rusas, los mansi están generalmente más asimilados que su vecinos del norte, los janty. El poder soviético afectó a los mansi bajo la forma de la colectivización. Al igual que con otros pueblos del norte de Rusia, el estado soviético ordenó la creación de una "literatura nacional" para el pueblo mansi que consistió mayormente en obras que hablaban del despertar y el progreso que la revolución de Lenin acercó a los mansi. El representante más prominente de este género fue Yuvan Shestálov, quien después de la caída de la Unión Soviética, se convirtió al chamanismo. A partir de 1960, la explotación de los ricos depósitos de petróleo de la región causó la mayor ola de migración interna en la Unión Soviética desde la Segunda Guerra Mundial. Esto trajo consigo una dramática marginalización de los janty y de los mansi, los cuales constituyen poco más del 1% de la población del ókrug. Al mismo tiempo su tierra ha sido devastada por treinta años de extracción de crudo y sus ríos, contaminados. La aplicación de la industria produjo una evacuación forzosa de los mansi y grandes dificultades de su modo de vida debido al cambio de entorno. Paralelamente a la rusificación (en internados rusos), ha puesto realmente en peligro la conservación de la nación mansi. En 1979 solo el 43% de los mansi se dedicaban a los empleos tradicionales, el resto estaban desempleados o desarrollaban trabajos menores. El alcoholismo se difundió entre ellos. La esperanza de vida media es de 40 a 45 años y el porcentaje de suicidios es elevado. A la vez que cada vez más mujeres jóvenes mansi emigraban (por trabajos en Moscú, por ejemplo) el equilibrio entre los sexos en la comunidad mansi no podía ser mantenido. Debido a la rusificación de la década de 1970, dos terceras partes de los niños no hablan su lengua nativa. Existe una actitud discriminativa hacia los mansi, de modo que algunos de ellos se han ido a vivir a pequeñas comunidades con sus costumbres, lenguaje y tradición, mientras que otros han dejado su tierra madre, intentando vivir como rusos, o se han suicidado.
Juntamente con los janty, los mansi están políticamente representados por la Asociación para Salvar Yugra, una organización fundada durante la perestroika, a finales de la década de 1980. Esta organización fue una de las primeras asociaciones indígenas de Rusia.

## Idioma
El idioma mansi pertenece a la familia de las lenguas fino-ugrias. Junto con el khanty y el húngaro forman el grupo ugrio de la familia, dentro del cual el khanty y el mansi —que se separan alrededor del siglo XIII— forman el subgrupo Obi-ugrio y comparten un 30-40% de raíces comunes. Debido al extenso tamaño del territorio que habitan existen numerosos dialectos, que se agrupan en septentrionales, meridionales, occidentales y orientales. Existen marcadas diferencias entre ellos, de modo que dificultan la comunicación entre los hablantes de los diferentes dialectos, a lo que se debe añadir una gran cantidad de palabras prestadas del idioma komi —más de 500 en los dialectos meridionales— y del ruso. Actualmente, de más de 12.000 mansis, tan sólo unos 940 saben hablar su lengua.

## Demografía
Estos son los datos de los censos en cuanto al número de mansi y el porcentaje de hablantes nativos.
| 1897  | 1905                | 1926  | 1959          | 1970          | 1979          | 1989          | 2010          |
| ----- | ------------------- | ----- | ------------- | ------------- | ------------- | ------------- | ------------- |
| 7 600 | 5 304 (A. Kannisto) | 5 700 | 6 449 (59.2%) | 7 710 (52.4%) | 7 563 (49.5%) | 8 474 (37.1%) | 12 312 (7.6%) |

A la vista de los datos la población mansi parece relativamente estable, pero el decrecimiento continuado de los hablantes nativos es razón para preocuparse. En 1979 el número de gente que consideraba el mansi como su idioma nativo era de 3.742, mientras que diez años más tarde el número baja a 3.140. El explosivo aumento en la población del okrug es también alarmante. En 1938 vivían cerca de 98.300 personas, en 1969 eran 289.000, en 1979 eran 569.000 y en 1989 llegaba a 1.268.000 personas las que habitaban esta vulnerable región de tundra. Sin embargo, en proporción al total de la población, el número de mansi ha menguado: en 1938 el porcentaje de mansi era del 6.2%, en 1959 del 4.6%, en 1970 el 2.5%, en 1979 el 1.1%, llegando en 1989 a representar el 0.6% de la población del distrito.